# تيكي تاكا

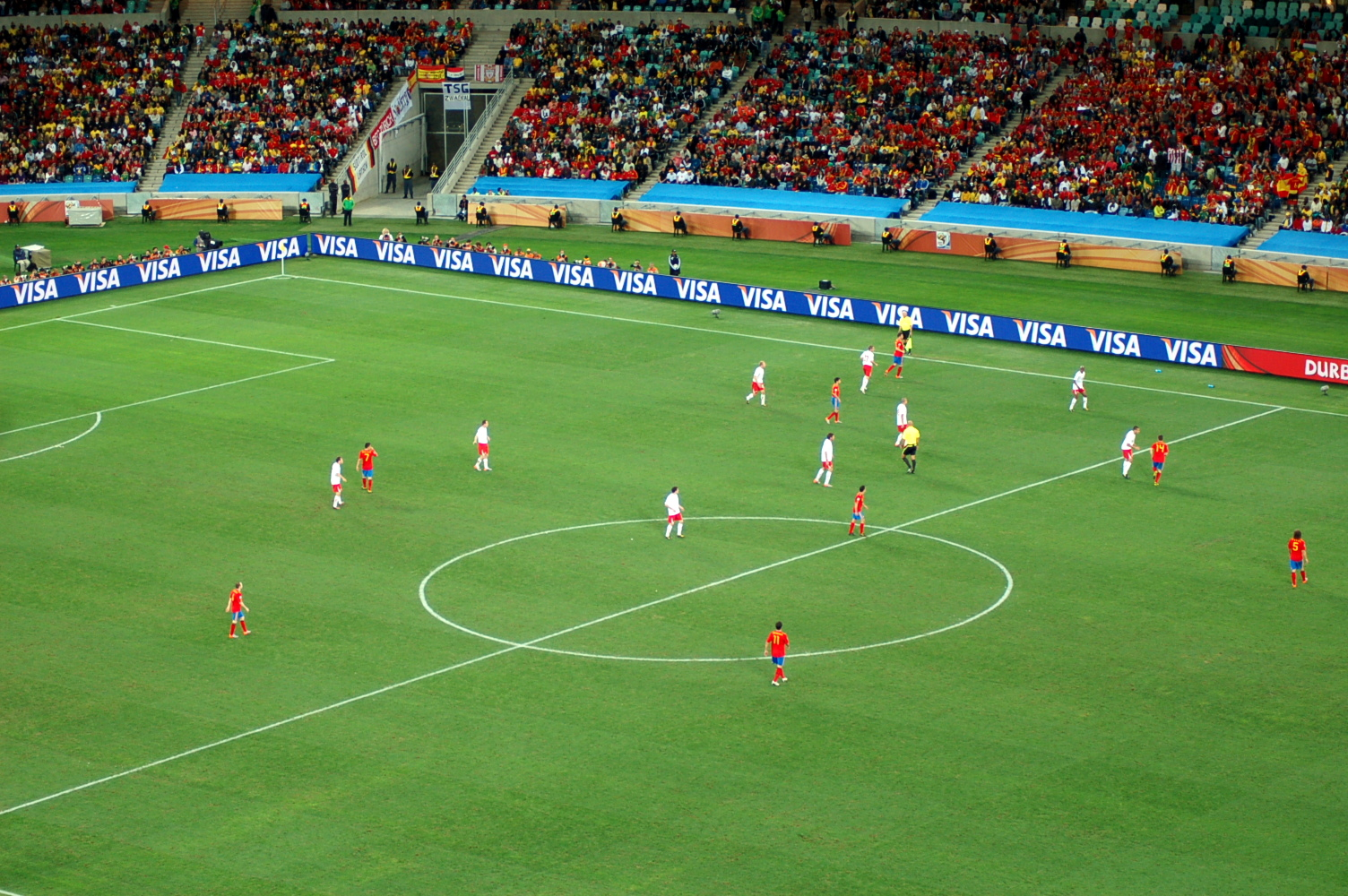
التيكي تاكا في كأس العالم 2010

تيكي تاكا (بالإنجليزية: Tiki-taka)‏ هو أسلوب من أساليب لعب كرة القدم وذلك بالتمريرات القصيرة والحركة والتعامل مع الكرة من خلال عدة قنوات والحفاظ على الاستحواذ على الكرة. يرتبط هذا الأسلوب بنادي أياكس أمستردام الهولندي بقيادة رينوس ميتشيلز مبتكرها في حقبة السبعينات وأيضا نادي برشلونة في الدوري الإسباني منذ كان يوهان كرويف مديراً للنادي واستمر اتباع هذا الأسلوب إلى الآن. كما أنه مرتبط بمنتخب إسبانيا لكرة القدم برئاسة مدرائه لويس أراغونيس وفيسنتي ديل بوسكي. تبتعد تيكي تاكا عن التفكير التقليدي المرتبط بتشكيلات الفرق بل تعتمد المفهوم المستمد من اللعب في المنطقتين.